# قاعة مشاهير موسيقى الكانتري

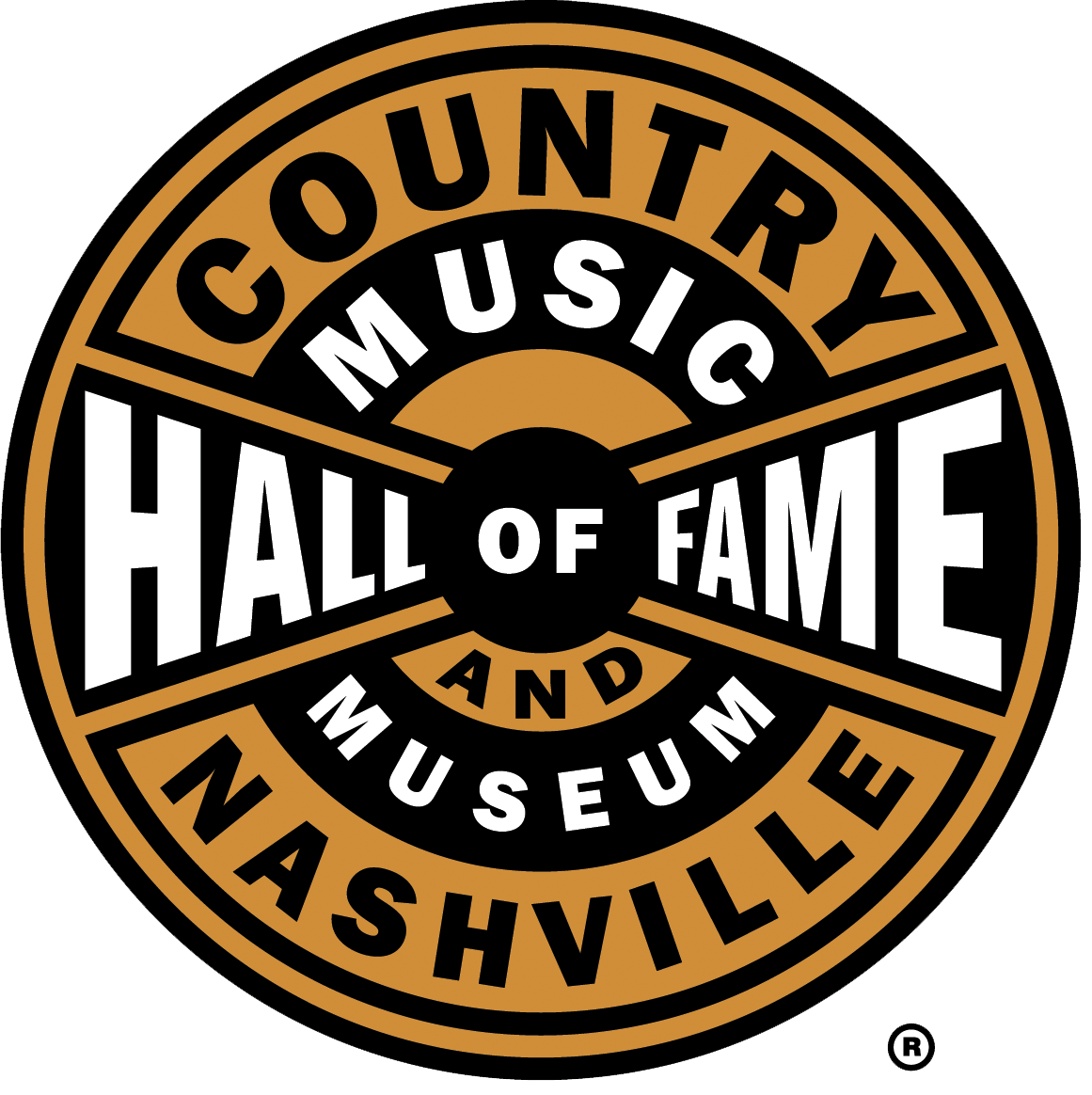
شعار قاعة ومتحف مشاهير موسيقى الكانتري.

قاعة ومتحف مشاهير موسيقى الكانتري (بالإنجليزية: Country Music Hall of Fame and Museum)‏ في ناشفيل، تينيسي هي إحدى أكبر المتاحف ومراكز الأبحاث في العالم المكرسة لحفظ وتفسير الموسيقى الشعبية الأمريكية. تم إنشاء المتحف في عام 1964، ويجمع في داخله إحدى أكبر المجموعات الموسيقية الأكثر في العالم. 

## تاريخ المتحف
قامت جمعية موسيقى الكانتري بحملة في بداية الستينات لنشر موسيقى الكانتري، وقرر مدراء الجمعية أنهم بحاجة إلى منظمة جديدة لتدير متحفا مخصصا لموسيقى الكانتري وتقوم بأنشطة بحثية وتعليمية خارج نطاق الجمعية كمنظمة تجارية. ولتحقيق هذه الغاية، تم منح ترخيص لمؤسسة موسيقى الكانتري (CMF) غير الربحية من قبل ولاية تينيسي في عام 1964 لجمع وحفظ ونشر المعلومات والأعمال الفنية ذات الصلة بتاريخ موسيقى الكانتري. من خلال هذه المؤسسة، جمع أهم أفراد هذه الصناعة المال لبناء قاعة ومتحف مشاهير موسيقى الكانتري، والتي افتتحت في 1 أبريل 1967. يقع المتحف في بداية شارع الموسيقى وأقيم على موقع حديقة صغيرة في ناشفيل. عند هذه النقطة، تم عرض القطع الأثرية وأنشأت مكتبة صغيرة في الغرفة العلوية فوق إحدى صالات العرض في المتحف. 
في بداية السبعينات تم الانتهاء تقريبا من الطابق السفلي لمبنى المتحف، وبدأت الجمعية بتوسيع المكتبة لتحتضن التسجيلات والكتب والدوريات ونوتات الموسيقى والترانيم والصور والوثائق التجارية وغيرها من المواد. في البداية، كان موظفو جمعية موسيقى الكانتري يديرون المتحف، ولكن بحلول العام 1972 تم تعيين طاقم صغير خاص بالمتحف يخضع لمجلس إدارة مستقل، وزاد عددهم إلى أكثر من 150 من المهنيين بدوام كامل.
تم توسيع البناء في أعوام 1974، 1977، 1984 لتخزين وعرض مجموعة متزايدة من الأزياء والأفلام والسيارات التاريخية والآلات الموسيقية وغيرها من الأعمال الفنية في المتحف. تم إنشاء قسم تعليمي لإجراء برامج مع مدارس وسط تينيسي، وبدأ المتحف برنامجا للتاريخ الشفوي، وأصدرت دائرة المطبوعات مجموعة من الكتب، وكذلك مجلة موسيقى الكانتري. 

## المتحف الحالي
في مايو 2001، في انتقلت قاعة مشاهير موسيقى الكانتري إلى منشأة جديدة بمساحة 130,000 قدم مربع في قلب منطقة الفنون الترفيه وسط مدينة ناشفيل. في عام 2014، كشف النقاب عن توسعة للمتحف بقيمة 100 مليون دولار، لتضاعف مساحته إلى 350,000 قدم مربع من صالات العرض ومخازن المحفوظات، والفصول الدراسية، ومتاجر البيع بالتجزئة، ومساحات للمناسبات الخاصة.
بالإضافة إلى صالات العرض، ويحتوي المتحف على مسرح يسع 776 مقعدا، وكذلك مركز تايلور سويفت التعليمي، ومساحات يتم تأجيرها لعديد الفعاليات. وتشمل المواقع التاريخية الأخرى من المتحف مطبعة هاتش شو برينت (موجودة داخل المتحف) وستوديو آر سي أيه الثاني (الموجود على شارع الموسيقى)، أقدم استوديو لا يزال يعمل في ناشفيل، حيث سجلت أغاني إلفيس بريسلي، دوللي بارتون، وايلون جيننغز، وغيرهم الكثير.
طوّر المتحف عدة منصات ليجعل مجموعته في متناول قاعدة جماهيرية أكبر. من البرامج الموسيقية الأسبوعية وبرنامج تأليف الأغاني للمدارس، ويقدم المتحف جدولا كبيرا من البرامج التعليمية. كما يدير المتحف أيضا علامة سي إم إف ريكوردز، وهي علامة حائزة على جائزة غرامي متخصصة بإعادة إصدار السجلات القديمة؛ وسي إم إف بريس، وهي دار نشر تصدر الكتب المتعلقة بالمعرض بالتعاون مع مطبعة جامعة فاندربيلت وغيرها من دور النشر التجارية الكبرى.
بالإضافة إلى معروضاته الدائمة، ويتميز المتحف أيضا بمعارضه الدورية.

## قاعة المشاهير
تعتبر عضوية قاعة مشاهير موسيقى الكانتري أعلى تكريم قد يناله من يحترفون موسيقى الكانتري، ويشمل هذا المغنين وكتاب الأغاني والمذيعين والموسيقيين والمدراء التنفيذيين اعترافا لمساهماتهم في تطوير هذا النوع. تم إنشاء القاعة في عام 1961 من قبل جمعية موسيقى الكانتري (CMA)؛ وأول من تم إدخالهم هم هانك وليامز، جيمي رودجرز، وفريد روز. وأدخل فيها روي أكوف في السنة التالية.
تم إدخال عدد من الأعضاء الجدد كل عام وبعدد يتفاوت من عضو واحد إلى 12 عضو (لم يتم إدخال أي مرشح في عام 1963، إذ لم يحصل أحد على الأصوات الكافية). وتجري عملية الانتخاب على النحو التالي: تضع لجنة الترشيح في الجمعية مسودات لقوائم المرشحين من كل فئة؛ وقد تم تحديد جوانب هذه الفئات على مر السنين. ويتم تحديد الفائزين بالجائزة من خلال عملية اقتراع تسير على مرحلتين. الجولة الأولى من التصويت تضيق كل فئة إلى خمسة مرشحين؛ الجولة الثانية تختار الفائزين. وتتكون لجنة الناخبين من أعضاء الجمعية الذين شاركوا في صناعة الموسيقى لعشر سنوات على الأقل. ويتلقى الأعضاء الجدد تكريما خاص في احتفال يقام في المتحف.
تم عرض صور منحوتة من البرونز للأعضاء في متحف ولاية تينيسي في وسط مدينة ناشفيل حتى افتتح المبنى الخاص بالمتحف قاعة في أبريل 1967؛ وتم بناء هذا المرفق على شكل حظيرة على رأس شارع الموسيقى، وشكلت اللوحات البرونزية قسما خاصا من المعرض. واليوم يتم عرض اللوحات في قاعة مستديرة بارتفاع سبعين قدما في القسم الموسع للمتحف.

## مجموعات المتحف
يحتفظ أرشيف ومكتبة المتحف بمجموعة تشمل أكثر من 2.5 مليون قطعة.
- ما يقرب من 200,000 تسجيل صوتي، بما في ذلك ما يقدر بـ 98٪ من جميع تسجيلات موسيقى الكانتري قبل الحرب العالمية الثانية والتي أصدرت تجاريا.
- ما يقرب من 500,000 صورة.
- أكثر من 30,000 صورة متحركة على بكرات أفلام وأشرطة فيديو وصور رقمية، بما في ذلك تعليقات بصوت غلين كامبل حول تاريخ موسيقى الكانتري؛ ولقطات أرشيفية لأعضاء قاعة المشاهير مثل جوردانيرز، الأخوة لوفين، باتسي مونتانا، ويب بيرس، مارتي روبينز، جيمي رودجرز، كارل سميث.
- مئات الآلات الموسيقية التاريخية، مثل غيتار غيبسون إل 5 الذي يخص الأم مايبيل كارتر، البانجو الخاص بفنان البلوغراس إيرل سكراغز، وكمان بوب ويلز، وماندولين بيل مونرو.
- آلاف قطع الملابس لفناني الكانتري، بما في ذلك بدلات نيودي كون الخاصة بالمغنين هانك سنو وغرام بارسونز وهانك ويليامز، سترة جيم ريفز، فستان باتسي كلاين، بدلة جوني كاش السوداء التي كان يلبسها في برنامجه، وثوب كيري أندروود الذي ارتدته عندما فازت في برنامج أمريكان أيدول.
- الروايات الشفوية والقصاصات والمراسلات ونشرات نوادي المعجبين ونوتات الموسيقى والدوريات والكتب.
- مركبات الفنانين: سيارة كاديلاك ليموزين الذهب التي امتلكها إلفيس بريسلي، سيارة بونتياك بونفيل الخاصة بالمغني ويب بيرس، وسيارة بونتياك ترانس آم التي ركبها جيري ريد في فيلم سموكي أند ذا بانديت 2 عام 1980.

## الهندسة والتصميم
صمم المبنى ليبدو من الجو مثل نغمة باس ضخمة. كما بني قوس البناء على شكل رفرف سيارة كاديلاك سيدان موديل 1959. تشبه النوافذ الأمامية للمبنى مفاتيح البيانو. أما البرج على أعلى البهو الذي يمتد أسفل المتحف هو نسخة طبق الأصل من برج الإذاعة لمحطة WSM على شكل ماسة، الذي تم بناؤه في الأصل في عام 1932 إلى الجنوب من ناشفيل، ولا يزال يعمل إلى اليوم.
البهو نفسه مليء العناصر المعمارية الرمزية. على سبيل المثال، السطح الخارجي لهذا الهيكل الأسطواني يمكن أن ينظر إليه على أنه طبل، أو برج مياه، أو صومعة حبوب. كما أن طبقات القرص الأربعة على السقف تمثل تطور تكنولوجيا التسجيل – اسطوانة 78 بوصة، اسطوانة الفينيل، اسطوانة 45 بوصة، والأقراص المضغوطة.
تم تزيين أرضيات المعهد بخشب صنوبر جورجيا الأصفر، كما زين به بهو قاعة المشاهير ومسرح فورد. كما بنيت الشرفة الأمامية من الحجارة المستقدمة من جبال شرق تينيسي، وهي تضفي لمسة ريفية للمعهد.
بم بناء المعرض من قبل شركة تاك هينتون للمهندسة المعمارية، وتم تصميمه من قبل شركة رالف أبلباوم المحدودة.

## الجدول الزمني
- 1961: جمعية موسيقى الكانتري تؤسس قاعة مشاهير موسيقى الكانتري.
- 1964: أجّرت الجمعية مؤسسة موسيقى الكانتري غير الربحية (CMF)، التي تدير قاعة ومتحف مشاهير موسيقى الكانتري.
- 1967: افتتاح قاعة ومتحف مشاهير موسيقى على شارع الموسيقى.
- 1987: المتحف يكسب اعتماد من التحالف الأمريكي للمتاحف.
- 2000: في 31 ديسمبر أغلق المتحف أبوابه في شارع الموسيقى.
- 2001: 17 مايو، افتتح المتحف في وسط مدينة ناشفيل.
- 2014: افتتاح توسيع جديد، ليزيد حجم المبنى إلى الضعف.
- 2015: للمرة الأولى، زار المتحف أكثر من مليون زائر في السنة.

## القيادة العليا
- كايل يونغ، الرئيس التنفيذي.
- شارون برونر، نائب الرئيس الأول للتسويق والمبيعات. [4]
- كارولين تيت، نائب الرئيس الأول لخدمات المتحف.
- نينا بورغارد، نائب الرئيس الأول للخدمات والعمليات المالية.
- ليزا بورسيل، نائب الرئيس للتطوير.

## وصلات خارجية
- الموقع الرسمي